# Peter von der Groeben
Peter von der Groeben (ur. 9 grudnia 1903 w Łankiejmach, zm. 29 maja 2002 w Kilonii) – wyższy oficer armii niemieckiej w czasie II wojny światowej. W latach 1943–1944 był szefem wydziału operacyjnego Grupy Armii „Środek”. Wojnę zakończył jako generał major 3 Dywizji Kawalerii.